# Diabolotherium nordenskioldi
Il diaboloterio (Diabolotherium nordenskioldi) è un mammifero estinto, imparentato con i bradipi attuali. Visse nel Pleistocene superiore (circa 20.000 - 10.000 anni fa) e i suoi resti fossili sono stati ritrovati in Sudamerica (Perù, Argentina e Cile).

## Descrizione
Più grande degli attuali bradipi, questo animale era tuttavia di dimensioni minori rispetto alla maggior parte dei bradipi estinti. Si suppone che superasse di poco il metro di lunghezza; il cranio era lungo circa 20 centimetri. Questo bradipo è noto per alcuni esemplari fossili che permettono di ricostruire un animale dalle lunghe zampe e dalle articolazioni particolarmente mobili. L'aspetto non doveva essere molto diverso da quello dei bradipi attuali, eccezion fatta per la probabile presenza di una coda robusta. Diabolotherium è caratterizzato da denti molariformi ipsodonti (a corona alta).

## Classificazione
Il primo fossile di Diabolotherium (un omero isolato) venne rinvenuto in una grotta chiamata Casa del Diablo, in Perù, dall'esploratore svedese Erland Nordenskiöld all'inizio del Ventesimo secolo. Il fossile venne poi studiato da Lucas Kraglievich, che lo attribuì a una nuova specie del genere Nothropus (N. nordenskioldi).
Altri fossili vennero scoperti in una spedizione paleontologica del 1975 nel deserto di Cupisnique, sempre in Perù; l'omero di questo nuovo esemplare era notevolmente simile a quello descritto anni prima da Kraglievich.
Solo nel 2007 una nuova pubblicazione determinò che i resti appartenevano a un nuovo genere e a una nuova specie di megalonichidi, un gruppo di bradipi a cui appartiene anche il bradipo didattilo.
Si suppone che i suoi più stretti parenti non siano i bradipi sudamericani, ma alcune forme estinte vissute nelle Antille, come Acratocnus e Parocnus.
Più di recente sono stati descritti altri esemplari provenienti dal Cile (Bostelmann et al., 2011), ancora dal Perù (Shockey et al., 2009) e dall'Argentina.

## Paleobiologia
A causa della peculiare forma delle anche e delle articolazioni, dell'ampio raggio di flessione delle dita e del notevole sviluppo dei muscoli flessori e pronatori, gli autori della prima descrizione hanno supposto che Diabolotherium avesse adottato uno stile di vita arboricolo, contrariamente alla grande maggioranza dei bradipi estinti finora conosciuti. Le articolazioni, inoltre, hanno caratteristiche che inducono i paleontologi a pensare che Diabolotherium fosse un animale lento nei movimenti, come gli attuali bradipi. Studi più recenti (Pardinas et al., 2008; Shockey et al., 2009) indicherebbero che questo animale era in grado di arrampicarsi e vivere in un ambiente roccioso.